# Harvey Harlow Nininger
Harvey Harlow Nininger (1887-1986) – amerykański kolekcjoner meteorytów, nauczyciel i popularyzator meteorytyki.

## Życiorys
Znacznie rozwinął naukowe podejście do badań meteorytów w latach 30. XX w. w USA. Zebrana przez niego kolekcja meteorytów jest do dziś uznawana za największą kolekcją prywatną tego typu. Był fundatorem Amerykańskiego Muzeum Meteorytów, którego pierwsza lokalizacja znajdowała się w pobliżu Krateru Meteorowego w Arizonie (1942-53), a później w Sedonie niedaleko Red Rock Country (1953-60). Część kolekcji Niningera została sprzedana w 1958 r. do British Museum, a główna jej część znalazła się w 1960 r. w zbiorach Uniwersytetu Stanu Arizony i jest dostępna publicznie w tamtejszym muzeum.